# Мухаммад VIII аль-Амин
Мухаммад VIII аль-Амин, араб. الأمين باي بن محمد الحبي‎ (4 сентября 1881 — 30 сентября 1962) — последний бей Туниса с 15 мая 1943 до 20 марта 1956, затем был единственным королём независимого Туниса до смещения 25 июля 1957. Мушир (фельдмаршал) (15 мая 1943).

## Биография
Мухаммад был сыном Мухаммада аль-Хабиба, бея Туниса в 1922—1929 годах. Стал беем после смещения его двоюродного брата, сотрудничавшего с вишистским режимом, войсками Сражающейся Франции. После провозглашения Мухаммадом в 1956 году независимости страны от Франции, он стал беем с королевским титулом Его Величество. Премьер-министр Хабиб Бургиба, бывший противником монархии, смог заменить Королевскую Гвардию, охранявшую дворец, на верные себе войска, и 15 июля 1957 года посадил короля под домашний арест, а 25 июля Конституционная Ассамблея Туниса провозгласила республику, избрав Бургибу первым президентом. Мухаммад не отрёкся от престола и был отправлен в охраняемую резиденцию в Манубе, но после смерти жены получил разрешение вернуться в столицу, Тунис, где и умер.
Был эксцентричен и мало интересовался государственными делами. Собрал во дворце большую коллекцию часов и содержал частную труппу карликов. Интересовался астрономией и алхимией, которым посвящал большую часть своего времени.

## Личная жизнь
В 1902 году он женился на Лалле Дженейне Бейе (1887–1960), дочери Башира Аяри, триполитанского купца из района Рас-Дарб в Тунисе. У него было двенадцать детей, в том числе три принца и девять принцесс:
- Принцесса Лалла Аиша (1906–1994): старшая дочь короля, она несколько раз представляла своего отца. Она встречала Хабиба Бургиба в порту Хальк-эль-Уэд (в прошлом Ла-Гулет) 1 июня 1955 года по случаю обретения страной внутренней независимости. Она вышла замуж за Слахеддина Мехерзи. У них было трое сыновей;
- Принцесса Лалла Хадиджа (1909–199?): В 1939 вышла замуж за Хареддина Аззуза;
- Принц Чедли Бей (1910–2004): бывший директор Королевского кабинета (1950–1957) и глава королевской семьи с 2001 по 2004 год. Он женился на принцессе Хосн Эль Уджуд Заккария (? –1991);
- Принцесса Лалла Суфия (1912–1994): сначала она вышла замуж за принца Мохамеда Хеди Бея (1907–1965), позже они развелись, в 1943 году она вышла замуж за генерал-майора Хеди Бен Мустафа, позже начальника протокола республики, (разведена) она вышла замуж за генерал-лейтенанта Ахмеда Кассара;
- Принц Мхамед-бей (1914–1999): он женился на черкесской одалиске по имени Сафия (1910–2000), воспитанной Лаллой Камар (последовательно женой Мухаммеда III ас-Садика, Али III ибн аль-Хуссейна и Мухаммад V ан-Насира. У них было четыре сына и одна дочь;
- Принц Салах Эддин Бей (1919–2003): основатель футбольного клуба Хаммам-Лиф CS Hammam-Lif. Он был арестован в августе 1957 года после отмены монархии. Он женился на Хабибе Мехерзи (1916–199?), Затем на Лилиан Зид (1932–1998). У него было два сына и две дочери от первой жены и три сына и одна дочь от второй;
- Принцесса Лалла Зенеиха Зануха (1923–2007): в 1944 году она вышла замуж за полковника Насреддина Закария. У них было два сына и три дочери;
- Принцесса Лалла Фатма (1924–1957): супруга Мустафы бен Абдаллаха, заместителя губернатора штата Маттер. У них было два сына и одна дочь;
- Принцесса Лалла Кабира Каббура (1926–2007): супруга начальника протокола Мохамеда Азиза Бахри. У них было четыре сына и две дочери;
- Принцесса Лалла Закия Закуа (1927–1998): в 1944 году она вышла замуж за Мохамеда Бен Салема, бывшего министра здравоохранения. У них было три сына и три дочери;
- Принцесса Лалла Лилия (1929–2021): первоначально она вышла замуж за доктора Менчари (ветеринара), снова вышла замуж в 1948 году за Хамади Челли. Она отправилась в добровольное изгнание в Марокко после отмены монархии в 1957 году. Она вернулась в Тунис после того, как Зин эль-Абидин Бен Али стал президентом и дал разрешение вернуться из изгнания. У нее было два сына и одна дочь;
- Принцесса Лалла Хедиа (1931–2010): вышла замуж за инженера Османа Бахри. У них было два сына и три дочери.

## Награды
- Nishan al-Ahad al-Murassa (Тунис) 25.06.1942[3]
- Орден Крови (Тунис) (Nishan ud-Dam) (Тунис)
- Большая лента Ордена Славы (Nishan al-Iftikhar) (Тунис)
- Большая цепь ордена Идриса I (Ливия)
- Цепь ордена Мухаммедийя (Марокко) 1956
- Большой крест Ордена Почётного легиона с бриллиантами 15.05.1943
- Орден Чёрной звезды (Бенин)
- Орден Звезды Анжуана (Ordre de l'Étoile d'Anjouan) (Фр. Коморские о-ва)
- Крест Лотарингии (Франция)
- Большой крест Ордена Гражданских Заслуг (Испания)
- Шарифский орден Алави (Марокко)
- Орден Мухаммеда Али (Египет)
- Орден Возрождения (Иордания)
- Командор Ордена Святого Сильвестра со звездой (Ватикан) 30.11.1931